# Брусове
Бру́сове — село в Україні, у Семенівській селищній громаді Кременчуцького району Полтавської області. Населення становить 637 осіб.

## Географія
Село Брусове знаходиться на березі річечки Брусова, вище за течією на відстані 2 км розташоване село Землянки, нижче за течією на відстані 1 км розташоване село Василівка. На річці зроблено кілька загат.

## Історія
12 червня 2020 року, відповідно до розпорядження Кабінету Міністрів України № 721-р «Про визначення адміністративних центрів та затвердження територій територіальних громад Полтавської області», село увійшло до складу Семенівської селищної міської громади.
19 липня 2020 року, в результаті адміністративно - територіальної реформи та ліквідації Семенівського району, село увійшло до складу новоутвореного Кременчуцького району.

## Політика

### Парламентські вибори, 2019
На позачергових парламентських виборах 2019 року у селі функціонувала окрема виборча дільниця № 530821, розташована у приміщенні будинку культури.
Результати
- зареєстровано 338 виборців, явка 57,99%, найбільше голосів віддано за «Слугу народу» — 36,32%, за Радикальну партію Олега Ляшка — 24,21%, за Всеукраїнське об'єднання «Батьківщина» — 14,21%.[3] В одномандатному окрузі найбільше голосів отримала Анастасія Ляшенко (Слуга народу) — 26,42%, за Олексія Баганця (Всеукраїнське об'єднання «Батьківщина») — 23,83%, за Фахраддіна Мухтарова (самовисування) — 19,69%[4].

## Економіка
- «Брусівське», ТОВ.

## Об'єкти соціальної сфери
- Школа І-ІІ ст.(2016-закрита)
- Будинок культури.